# Håkon Bryhn
Håkon Piro Bryhn (Oslo, 14 de agosto de 1901-Oslo, 25 de diciembre de 1968) fue un deportista noruego que compitió en vela en la clase 6 Metre. Participó en los Juegos Olímpicos de Ámsterdam 1928, obteniendo una medalla de oro en la clase 6 Metre.

## Palmarés internacional
| Juegos Olímpicos | Juegos Olímpicos         | Juegos Olímpicos | Juegos Olímpicos |
| Año              | Lugar                    | Medalla          | Clase            |
| ---------------- | ------------------------ | ---------------- | ---------------- |
| 1928             | Ámsterdam (Países Bajos) | Medalla de oro   | 6 Metre          |